# Universidad Rey Juan Carlos (stanice metra v Madridu)
Universidad Rey Juan Carlos  (plným názvem španělsky Estación de Universidad Rey Juan Carlos) je stanice metra v Madridu, která se nachází v jižní aglomeraci města. Stanice má výstup do ulic Avenida Alcalde de Móstoles a Tulipán ve městě Móstoles.
Jedná se o stanici linky metra 12. Stanice je pojmenována po nedaleké univerzitě Universidad Rey Juan Carlos. Jedná se o stanici s nejdelším názvem v síti.
Stanice vznikla v rámci výstavby linky 12 a byla otevřena 11. dubna 2003 zároveň s celou linkou. Stanice se nachází v tarifní zóně B2.

## Fotogalerie

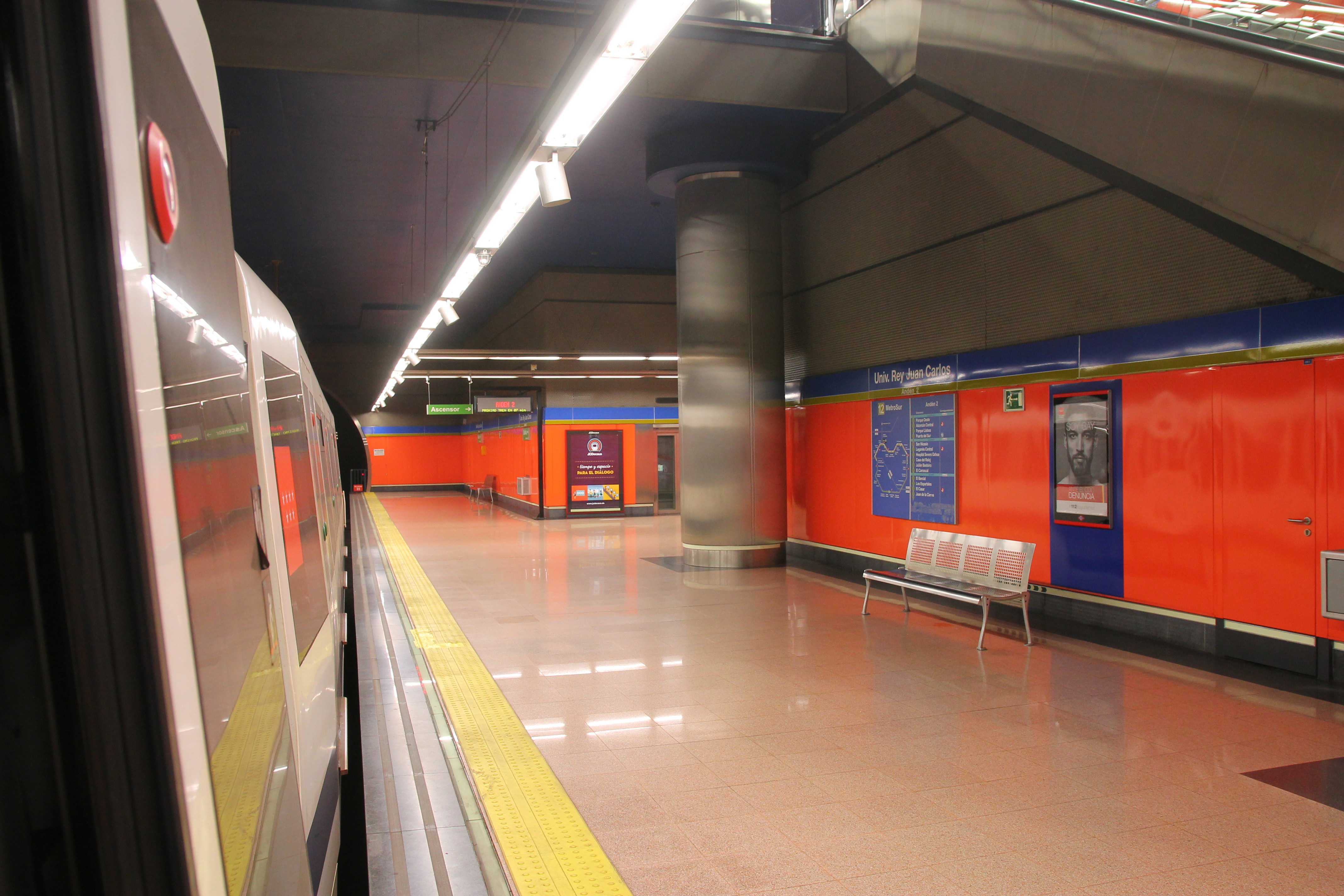
Nástupiště stanice
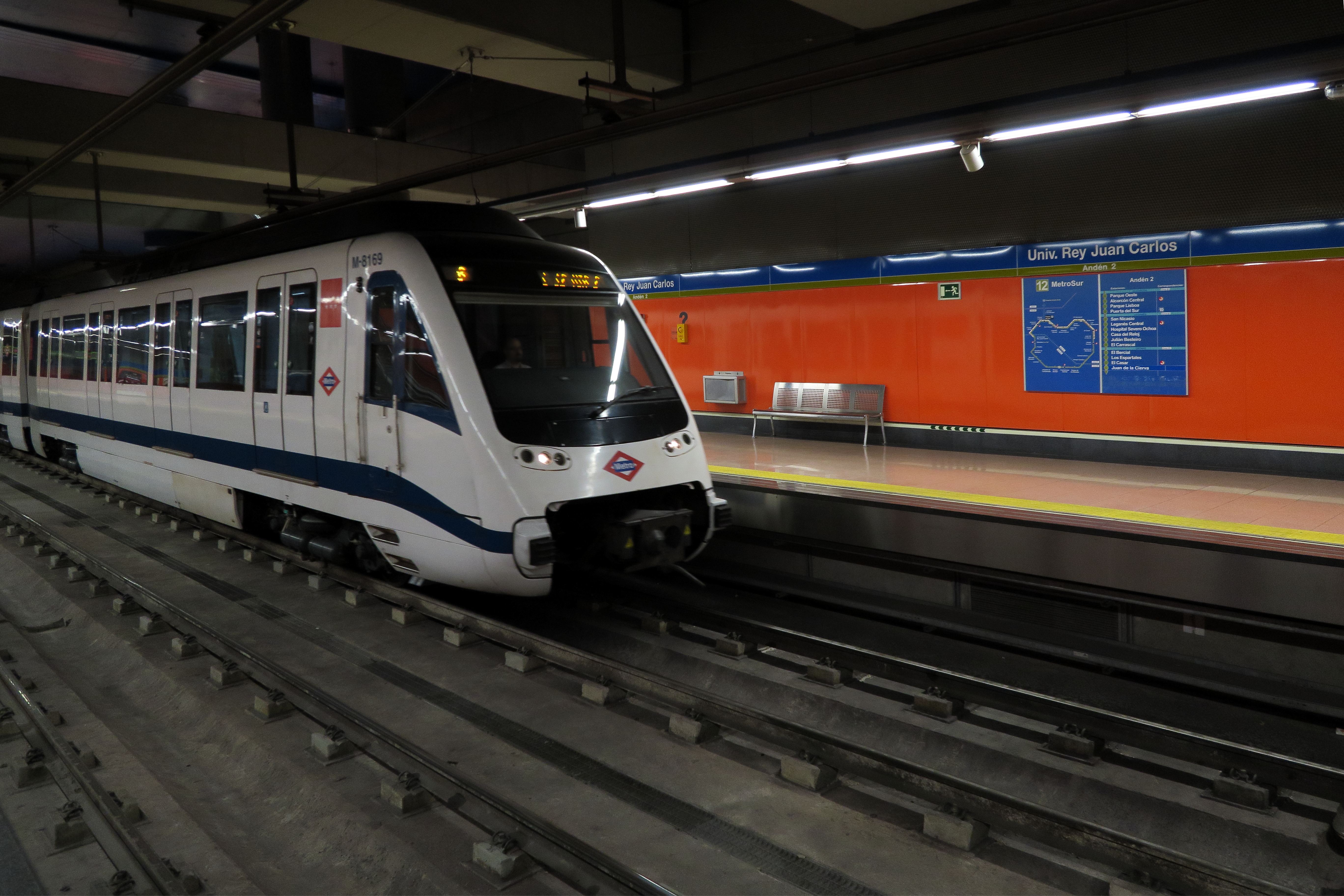
Nástupiště stanice
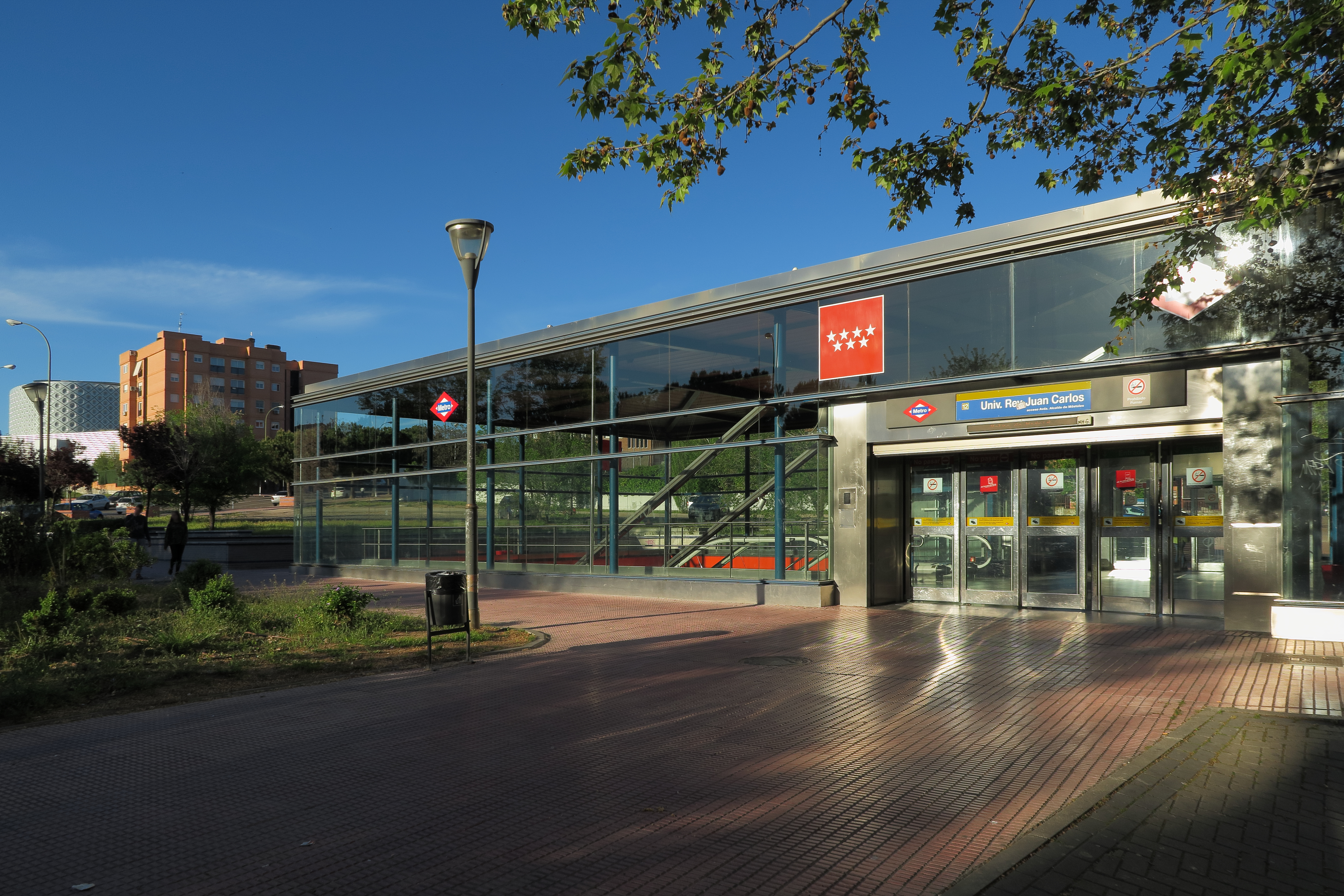
Vstup do stanice